# 宇宙トーチカ
宇宙トーチカ（うちゅうトーチカ）は、宇宙空間を舞台とする諸作品に登場する架空の軍事施設及び兵器だが、宇宙要塞ほどメジャーな名称ではない。

## 概要
現実世界のトーチカの特徴を宇宙空間に移したものである。宇宙要塞より小規模なものであり、戦線の防御拠点、重要拠点の防御兵器として登場する。独自の航行能力や艦艇の拠点としての能力は持たず、特定の宙域に静止、又は一定の軌道上に配備運用される。岩塊や人工構築物に大出力のレーザーやミサイルなどの実弾兵器等の攻撃兵器により構成される。有人型、無線誘導による制御型、無人の自動攻撃兵器型等が登場する。

## 宇宙トーチカが登場する主な作品

### ライトノベル小説
宇宙一の無責任男シリーズ
- ワングの逆襲　
  - 自動攻撃兵器　通称「丸」

銀河英雄伝説
- 処女神（アルテミス）の首飾り

### アニメ作品
機動戦士ガンダムシリーズ
- 機動戦士ガンダム0083 STARDUST MEMORY
  - 警備衛星4号　
  - 自動砲台

宇宙戦艦ヤマトシリーズ
- 宇宙戦艦ヤマト2　
  - 戦闘衛星